# Polina
Polina (em húngaro: Alsófalu) é um município da Eslováquia, situado no distrito de Revúca, na região de Banská Bystrica. Tem 9,06 km² de área e sua população em 2018 foi estimada em 107 habitantes.

## Demografia
| Ano:        | 1994 | 2004   | 2014   | 2024    |
| ----------- | ---- | ------ | ------ | ------- |
| Broj ljudi: | 127  | 124    | 120    | 103     |
| Razlika:    |      | -2,36% | -3,22% | -14,16% |

| Ano:               | 2023 | 2024   |
| ------------------ | ---- | ------ |
| Número de pessoas: | 101  | 103    |
| Diferença:         |      | +1,98% |